# Сайхан
Сайха́н (каз. Сайқан) — станційне селище у складі Алакольського району Жетисуської області Казахстану. Входить до складу Бескольського сільського округу.
У радянські часи селище мало назву Сайкан.
Населення — 29 осіб (2021; 62 у 2009, 72 у 1999, 53 у 1989).